# Šedina
Šedina – wieś w Słowenii, w gminie Šentjur. W 2018 roku liczyła 111 mieszkańców.